# Narsai von Nisibis
Narsai von Nisibis (* nach 410; † 503) war ein bedeutender spätantiker Kirchenlehrer in Edessa und Nisibis und zählt zu den „syrischen Kirchenvätern“ der „nestorianischen“ „Kirche des Ostens“.
Wahrscheinlich wurde Narsai von Nisibis nach dem Jahr 410 geboren und erlebte als Schüler die Christenverfolgungen im Sassanidenreich um 420 mit (siehe Bahram V.). Beim Tod seiner Eltern übernahm sein Onkel Emmanuel, Abt des Klosters Kefar Mari in Bet Zabdai, die Erziehung Narsais, Narsai wirkte als Lehrer am Kloster und studierte an der berühmten Theologenschule der Perser in Edessa. Die Schule vertrat dabei – trotz des alexandrinisch eingestellten Bischofs Rabbalu von Edessa (412–435/36) – die antiochienische Kirchenlehre des Theodor von Mopsuestia (* um 350; † 428). Unter Rabbalus Nachfolger Ibas von Edessa (437–457) wurde der somit „nestorianisch“ ausgebildete Narsais nach 451 Leiter der Theologenschule, der er mindestens zwanzig Jahre vorstand. Unter Bischof Qura (471–498) kam die antiochienische Glaubensrichtung bei der christlichen „Orthodoxie“ im oströmischen Reich wieder und weiter in Misskredit, Narsai floh nach Persien, nach Nisibis, und wurde von Bischof Barsauma von Nisibis zum Leiter der dort neu gegründeten Theologenschule bestimmt. Die Schule in Nisibis übernahm nach der von Kaiser Zenon (474–491) im Jahr 489 veranlassten Schließung der Schule in Edessa die Ausbildung der Theologen und Priester der ostsyrischen Kirche in Lesen, Schreiben, Liturgie, Gesang, Rhetorik, Philosophie und Exegese. Unterbrochen wurde das Wirken Narsais in Nisibis nur durch eine Auseinandersetzung mit Bischof Barsauma; Narsais kehrte für sechs Jahre in das Kloster Kefar Mari zurück, fand sich danach aber wieder in Nisibis ein.
Narsai war der wichtigste Dichter-Theologe der ostsyrischen Kirche. 360 Vershomilien, von denen 80 erhalten sind, werden ihm zugeschrieben, darunter die Vershomilie an das persische Reich, die Narsai 503 verfasste, um seine Loyalität gegen den persischen Großkönig Kawad I. (488–531) zu zeigen. Als Bibelexeget bereitete Narsai so die biblischen Stoffe in seiner Dichtkunst auf, thematisierte Ereignisse aus dem Alten Testament wie dem Turmbau zu Babel oder aus der christlichen Heilsgeschichte wie Auferstehung und Himmelfahrt Christi. In seinen Homilien wirkte Narsais als bedeutender Vertreter der ostsyrischen Kirche über viele Jahrhunderte nach.

## Ausgaben
- Alphonse Mingana: Narsai doctoris Syri Homiliae et carmina. 2 Bde. Typis Fratrum Praedicatorum, Mausilii [Mosul] 1905.
- R. H. Connolly: The Liturgical Homilies of Narsai. Translated into English with an Introduction (Texts and Studies 8,1). Cambridge 1909.
- Paul Krüger: Ein Missionsdokument aus frühchristlicher Zeit. Deutung und Übersetzung des Sermo de memoria Petri e Pauli des Narsai. In: Zeitschrift für Missionswissenschaft und Religionswissenschaft 42 (1958), S. 271–291.